# Conceição de Ipanema
Conceição de Ipanema là một đô thị thuộc bang Minas Gerais, Brasil. Đô thị này có diện tích 254,513 km², dân số năm 2007 là 4396 người, mật độ 14,9 người/km².